# 女鞍
女鞍（おんなぐら/めくら）は、女性が乗馬する時に用いる専用の鞍。

## 概要
日本において知られる女鞍は、平安時代に女房装束の裾を汚さないように長方形の垢取2幅を敷いて鞍橋の背面から馬腹に懸け垂らしたものである。『延喜式』では馬寮が製作して斎王や斎宮に供奉する女騎の乗馬などに用いられた。